# Campagne de l'oblast de Louhansk
 (février 2024).
La mise en forme du texte ne suit pas les recommandations de Wikipédia : il faut le « wikifier ».
Les points d'amélioration suivants sont les cas les plus fréquents. Le détail des points à revoir est peut-être précisé sur la page de discussion.
- Les titres sont pré-formatés par le logiciel. Ils ne sont ni en capitales, ni en gras.
- Le texte ne doit pas être écrit en capitales (les noms de famille non plus), ni en gras, ni en italique, ni en « petit »…
- Le gras n'est utilisé que pour surligner le titre de l'article dans l'introduction, une seule fois.
- L'italique est rarement utilisé : mots en langue étrangère, titres d'œuvres, noms de bateaux, etc.
- Les citations ne sont pas en italique mais en corps de texte normal. Elles sont entourées par des guillemets français : « et ».
- Les listes à puces sont à éviter, des paragraphes rédigés étant largement préférés. Les tableaux sont à réserver à la présentation de données structurées (résultats, etc.).
- Les appels de note de bas de page (petits chiffres en exposant, introduits par l'outil «  Source ») sont à placer entre la fin de phrase et le point final[comme ça].
- Les liens internes (vers d'autres articles de Wikipédia) sont à choisir avec parcimonie. Créez des liens vers des articles approfondissant le sujet. Les termes génériques sans rapport avec le sujet sont à éviter, ainsi que les répétitions de liens vers un même terme.
- Les liens externes sont à placer uniquement dans une section « Liens externes », à la fin de l'article. Ces liens sont à choisir avec parcimonie suivant les règles définies. Si un lien sert de source à l'article, son insertion dans le texte est à faire par les notes de bas de page.
- La présentation des références doit suivre les conventions bibliographiques. Il est recommandé d'utiliser les modèles {{Ouvrage}}, {{Chapitre}}, {{Article}}, {{Lien web}} et/ou {{Bibliographie}}. Le mode d'édition visuel peut mettre en forme automatiquement les références.
- Insérer une infobox (cadre d'informations à droite) n'est pas obligatoire pour parachever la mise en page.

Pour une aide détaillée, merci de consulter Aide:Wikification.
Si vous pensez que ces points ont été résolus, vous pouvez retirer ce bandeau et améliorer la mise en forme d'un autre article.
Batailles
Offensive de Kiev (Jytomyr, Kiev) : 
- 1re Hostomel
- Tchernobyl
- Ivankiv
- Kiev
- 2e Hostomel
- Vassylkiv
- Boutcha
- Irpin
  - Bombardement de réfugiés
- Jytomyr
- Mochtchoun
- Makariv
- Brovary

Offensive du Nord (Tchernihiv, Soumy) :
- Hloukhiv
- Slavoutytch
- Bombardements
- Soumy
- Trostianets
- Tchernihiv
- Okhtyrka
- Lebedyn
- Konotop
- Romny
- Desna
- Escarmouches frontalières

Russie  (Briansk, Belgorod) :
- Incursions en Russie occidentale
  - Oblast de Briansk
  - Oblasts de Belgorod et de Koursk
    - Incursions de 2024

  - Bombardement de Belgorod
- Oblast de Koursk (août 2024)

Campagne de l'Est (Donetsk, Louhansk, Kharkiv)
Kharkiv :
- 1re Kharkiv
  - Tchouhouïv
  - Bombardements : en février
  - en mars
  - en avril
  - du bâtiment administratif
- Izioum
- 2e Kharkiv
  - Balaklia
  - 1re Koupiansk
  - Chevtchenkove
- 3e Kharkiv

Nord du Donbass:
- Starobilsk
- Sloviansk
  - Dovhenke
  - 1re Lyman
  - Sviatohirsk
  - Bohorodychne et Krasnopillia
  - Bombardements : Bilohorivka
  - Kramatorsk
- Sievierodonetsk
  - Kreminna
  - Donets
  - Roubijné
  - Popasna
  - Tochkivka
  - Massacre
- Lyssytchansk
- 2e Kharkiv
  - Balaklia
  - 1re Koupiansk
  - Chevtchenkove
  - 2e Lyman
- Oblast de Louhansk
  - Ligne Svatove-Kreminna
  - Serebryansky
  - 2e Koupiansk

 Centre du Donbass:
- Horlivka
- Popasna
- Svitlodarsk
- Bakhmout
  - Soledar
- Siversk
- Tchassiv Iar
- Toretsk

Sud du Donbass :
- Volnovakha
- Marioupol
  - Bombardements : de l'hôpital
  - du théâtre
  - de l'école d'art
- Pisky
- Vouhledar
  - Pavlivka
- Marïnka
- Contre-offensive de 2023
- Avdiïvka
- Novomykhaïlivka
- Pokrovsk
  - Krasnohorivka
  - Toretsk
- Bombardements :
- Makiïvka
- Donetsk

Campagne du Sud (Mykolaïv, Kherson, Zaporijjia)
- 1re Kherson
- Odessa
- Melitopol
- Mykolaïv
  - Bombardements : à fragmentation
  - du bâtiment administratif
- 1re Berdiansk
- Zaporijjia
- Tchornobaïvka
- Enerhodar
- Voznessensk
- Houliaïpole
- Davydiv Brid
- 2e Berdiansk
- Nova Kakhovka
- 2e Kherson
  - Doudtchany
- Dniepr
- Tchoulakivka
- Contre-offensive de 2023
  - Robotyne

Frappes aériennes dans l'Ouest et le Centre de l'Ukraine
- Lviv (02/2022)
- Vinnytsia (03/2022)
- Yavoriv (03/2022)
- Deliatyne (03/2022)
- Dnipro

Guerre navale
- Île des Serpents (02/2022)
- Moskva (04/2022)

Attaques en Crimée
- Novofedorivka (08/2022)
- Djankoï (08/2022)
- Pont de Crimée (10/2022)
- Base navale de Sébastopol (10/2022)
- Pont de Crimée (07/2023)
- Base navale de Sébastopol (09/2023)

Débordement
- Aéroport de Millerovo
- Sabotages en Russie
- Attaques en Transnistrie
- Sabotage des gazoducs Nord Stream
- Terrain d'entraînement militaire de Soloti
- Explosions en Pologne
- Bases aériennes de Dyagilevo et Engels-2
- Base aérienne de Minsk-Matchoulichtchi
- Crise russo-moldave de 2023
  - Accusations de tentative de coup d'État en Moldavie
- Incident de drone de 2023 en mer Noire
- Rébellion du groupe Wagner

Massacres
- Tchernihiv
- Boutcha
- Borodianka
- Olenivka
- Izioum

Depuis le 19 septembre 2022, une campagne militaire se déroule le long d'une ligne de front dans les parties occidentales de l'oblast de Louhansk et dans l'extrême-est de l'oblast de Kharkiv, dans le cadre de l'invasion russe de l'Ukraine. Également connue sous le nom de ligne Koupiansk-Svatove-Kreminna-Bilohorivka d'après les principales villes le long du front, la campagne a commencé un jour après que l'armée ukrainienne ait repris la ville voisine de Lyman lors de la contre-offensive de Kharkiv, après quoi le front a été gelé.

## Prélude

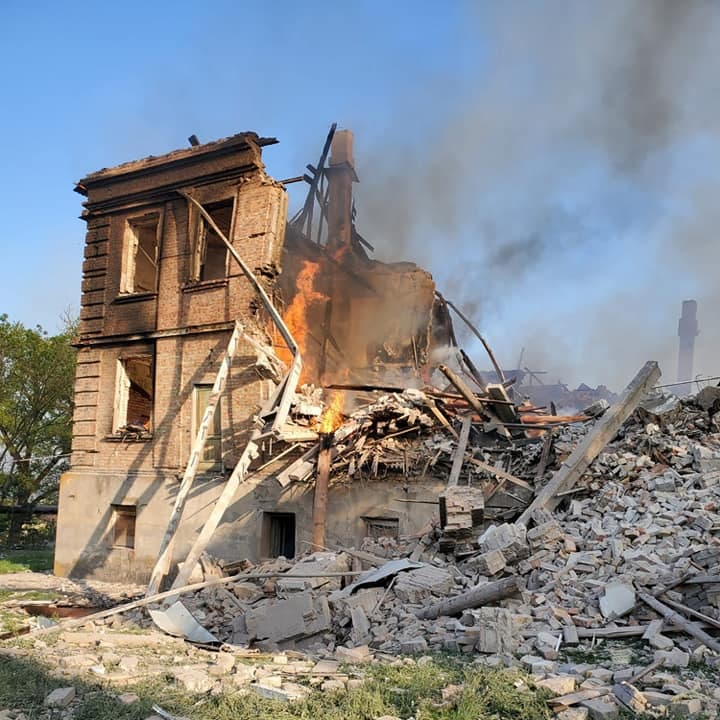
L'école de Bilohorivka après le bombardement russe de mai 2022

Après que la Russie a commencé son invasion de l'Ukraine, Svatove tombe rapidement le 6 mars 2022. Le 18 avril 2022, les responsables ukrainiens et russes annoncent le début de la bataille du Donbass, une offensive russe à grande échelle visant à capturer l'intégralité des l'oblasts de Louhansk et de Donetsk,. Kreminna, ville clé de la région de Louhansk, est la première ville du Donbass à être capturée par la Russie, tombant le 19 avril 2022.
Au même moment, les forces russes entament une série d’engagements militaires connus sous le nom de bataille de Siversk sur le front Lyman-Sievierodonetsk. La ville de Bilohorivka, dans l'oblast de Louhansk, est l'un des endroits où les forces russes tentent en vain de traverser la rivière, devenant un point chaud de combats début mai 2022.
Avec la chute de Lyssytchansk et de Sievierodonetsk en juillet 2022, la Russie et son État vassal, la République populaire de Louhansk, déclarent pour la première fois le contrôle total de l'oblast de Louhansk, atteignant ainsi un objectif de la campagne russe. Lors de la contre-offensive de Kharkiv en 2022, le 19 septembre, les troupes russes sont contraintes de quitter Bilohorivka, Koupiansk et Lyman. De violents combats reprennent pour le contrôle de ces villes. Ces gains ont redonné à l’Ukraine un « pied dans la région ».

## Déroulement de la campagne

### Premières avancées ukrainiennes (octobre 2022- janvier 2023)
Kreminna est une ville hautement stratégique pendant la guerre. Si l'Ukraine s'empare de Kreminna et Svatove, à proximité, cela pourrait leur permettre de lancer une offensive pour reprendre les villes industrielles clés de Sievierodonetsk et Lyssytchansk, qu'elles avaient perdues à l'été 2022,. Selon l'analyste militaire américain Michael Kofman, la prise de Kreminna par l'Ukraine constituerait une étape majeure dans toute autre avancée potentielle de l'Ukraine dans la région de Louhansk, car elle mettrait l'Ukraine en position de menacer Roubijné et le principal centre logistique russe de Starobilsk.
Dans la nuit du 27 au 28 septembre 2022, les forces ukrainiennes traversent la rivière Siverskyi Donets à Dronivka, prennent d'assaut le parc forestier Siverskyi Donets et réussissent à bloquer la route stratégique Kreminna- Torske. Les troupes survivantes du détachement BARS-13 et de la 20e armée interarmes de la Garde, auparavant basées à Lyman où elles ont subi des pertes importantes lors de la seconde bataille pour la ville, se rétablissent à Kreminna.
Le 2 octobre, les forces ukrainiennes commencent à bombarder massivement les positions russes à Kreminna, avançant jusqu'à l'autoroute R-66. Le lendemain, les troupes ukrainiennes réussissent à couper un tronçon de l'autoroute entre Chervonopopivka et Pishchane, mais sont repoussées par les forces russes. Pour contrer les avancées ukrainiennes, les forces russes minent toutes les routes d'accès à Kreminna et Svatove, selon le chef de l'administration militaire régionale de Louhansk, Serhiy Haidaï. Entre le 2 et le 13 octobre, les troupes ukrainiennes reprennent 14 villes et villages, dont Borova, le long de la frontière Kharkiv-Luhansk. Les forces ukrainiennes avancent également vers Chervonopopivka sur l'autoroute Svatove-Kreminna, bien qu'elles soient repoussées plus loin,,,,. Deux autres villages sont repris par les forces ukrainiennes le 24 octobre.
Le 18 octobre, la Russie tente un assaut avec l'appui de l'artillerie sur Bilohorivka, Stelmakhivka, Hrekivka, Nadiia et Novoiehorivka, mais l'attaque est repoussée. Les troupes russes continuent de bombarder les villages libérés. Selon Serhiy Haidai, le 18 octobre, les forces ukrainiennes ont repoussé plusieurs attaques russes, dont une près de Bilohorivka, récemment libéré,. Les médias russes et ukrainiens rapportent le 9 novembre que les combats se poursuivent dans les quartiers de la ville et que de violents combats urbains se poursuivent au cours des semaines et des mois suivants.
En novembre, peu de changements territoriaux sont relevés en raison de la "Raspoutitsa", le terrain boueux, même si des combats font rage chaque jour. Une grande partie de la ligne de défense russe dans le nord de l’oblast de Louhansk est dotée de réservistes russes nouvellement mobilisés tout au long du mois[réf. nécessaire].
Dans la nuit du 2 novembre, des sources ukrainiennes affirment avoir détruit un bataillon russe entier près de la ville de Makiïvka, dans le raïon de Svatove. Selon un survivant russe de l'attaque, sur les 570 soldats de son unité, seuls 29 ont survécu et 12 ont été blessés, tandis que les 529 autres hommes ont été tués,. En outre, certaines sources russes affirment que l'unité à laquelle appartenait le bataillon, le 362e régiment de fusiliers motorisés, avait perdu 2 500 hommes (soit plus de la moitié de ses effectifs) en seulement 12 jours sur une position près de Svatove, et qu'il ne lui restait plus que 100 hommes disponibles. La même source affirme également que 300 blessés russes qui tentaient de regagner leurs positions en rampant avaient été traités comme des déserteurs. Pendant ce temps, le 7 novembre, 21 soldats russes du 346e régiment de fusiliers motorisés se rendent en masse aux Ukrainiens près de Svatove.
Le 16 novembre, le commandant du BARS-13 russe déclare que les forces ukrainiennes ont lancé une contre-offensive près de la ville de Kreminna et que les opérations de contre-offensive avaient été prolongées de 12 km au sud de Kreminna jusqu'à Bilohorivka. Cette opération de contre-offensive vise à permettre aux forces ukrainiennes de reconquérir les territoires perdus à Louhansk, au sud du Donets. De puissantes attaques d'artillerie commencent par des frappes de précision des systèmes de roquettes multiples M142 HIMARS,. Le gouverneur de l'oblast de Louhansk, Serhiy Haidai, déclare le 17 novembre que de violents combats ont lieu près de Bilohorivka. Le 8 décembre, Haidai déclare que la Russie a déployé davantage de troupes près de Lyssytchansk pour conquérir Bilohorivka, et a décrit une offensive aérienne russe intensifiée.
Le 18 novembre, une vidéo est diffusée montrant ce qui semble être au moins dix soldats russes se rendant dans la ville de Makiïvka. Ils sont ensuite tués par les Ukrainiens après qu'un autre Russe soit soudainement sorti de son abri et a ouvert le feu sur les Ukrainiens. L'Ukraine affirme que les soldats russes ont commis un acte de perfidie intentionnelle en leur tirant dessus alors qu'ils se rendaient, mais les Russes nient cela et affirment qu'« au moins 11 militaires russes non armés » ont été exécutés,. Début décembre, les forces ukrainiennes essayent de percer les lignes russes autour de Chervonopopivka ; les combats étant principalement centrés à l'ouest de l'autoroute R-66 reliant Kreminna et Svatove,. Début décembre, l'Ukraine avance vers les collines à l'ouest de Chervonopopivka.
Tout au long du mois de décembre, des combats incessants ont lieu le long de la ligne, les forces russes et ukrainiennes lançant des attaques quotidiennes avec plus ou moins de succès. Le 18 décembre, une vidéo géolocalisée montre les forces ukrainiennes avançant dans la Forêt de Serebryansky au sud de Kreminna. Le 15 janvier, les Ukrainiens signalent qu'à compter du 12, un bataillon du 26e régiment de chars russe avait été réduit à seulement 30 hommes et 10 chars, contre un effectif établi de 40 chars T-80 BV et 120 membres d'équipage de chars.
Selon le gouverneur de l'oblast de Louhansk, Serhiy Haidaï, les forces russes ont construit « une défense très puissante » dans la région en décembre 2022 et apportent « d'énormes » quantités de réserves et d'équipements pour renouveler leurs forces. Fin janvier 2023, l’Ukraine déclare que sa progression le long de la ligne avait ralenti.

### Offensive russe d'hiver-printemps (janvier-juin 2023)
Après la prise de Soledar, les forces russes poursuivent leurs opérations offensives à Bilohorivka le 16 janvier. L'état-major ukrainien rapportent que les forces ukrainiennes ont repoussé les attaques russes dans les environs 24 km au nord de Soledar à Verkhniokamianske, Spirne, Krasnopolivka, Sil et Bilohorivka. Les images géolocalisées montrent que les forces russes ont réalisé des progrès mineurs au nord de Bilohorivka,. En février 2023, les troupes russes multiplient les attaques dans les régions de Bilohorivka et Kreminna, afin d'identifier les points faibles de la défense des forces armées ukrainiennes. Les forces ukrainiennes maintenaient toujours une présence à Bilohorivka le 7 février, malgré les affirmations répétées de sources russes selon lesquelles ils avaient conquis la ville. Les forces russes font des avancées limitées près de Bilohorivka le 23 mars, le 12 avril et le 22 mai.
Dans la nuit du 26 au 27 janvier 2023, les forces russes auraient commencé à préparer une nouvelle offensive à l'ouest de Kreminna, lançant de petites attaques terrestres localisées près de Dibrova. Des affrontements éclatent sur l'ensemble du front, les forces russes menant des attaques contre les positions ukrainiennes à Chervonopopivka, Ploshchanka, Nevske et à l'ouest de Kreminna. Une grande partie des combats et des contre-attaques entre Ploshchanka et Kreminna au cours de cette période sont menés par la 144e division de fusiliers motorisés de la Garde, selon l'ISW.
Les 8 et 9 février, des sources gouvernementales ukrainiennes et des analystes indépendants déclarent qu'une offensive russe le long de la ligne Svatove-Kreminna avait commencé,. Le gouverneur de la région de Louhansk, Serhiy Haidai, signale qu'« une augmentation significative des attaques et des bombardements ». L'un des principaux objectifs de l'offensive russe est de repousser l'Ukraine au-delà de la rivière Oskil qui traverse Koupiansk, ainsi que de créer une « zone tampon » pour la région de Louhansk.
Cependant, au début de ses efforts, la Russie ne réalise que des gains marginaux dans les environs de Dvorichne (à ne pas confondre avec Dvorichna, un village de la même région),. Leonid Pasechnik, leader de la République populaire de Louhansk, contrôlée par la Russie, affirme que l'Ukraine apporte des renforts dans la région, rendant la situation « très difficile ». Un soldat ukrainien combattant à Kreminna a déclaré que les attaques terrestres russes consistaient généralement en petits groupes d'une quinzaine d'hommes. La guerre des drones se répand également sur le front. AP News a rapporté fin février 2023 que les « combats d'artillerie exténuants » s'étaient intensifiés dans la région de Koupiansk.
Le 24 mars, les Ukrainiens affirment avoir tué ou blessé 183 soldats russes et avoir fait deux prisonniers lors de combats à l'est de Koupiansk et de Lyman. Ils affirment également avoir détruit 10 chars T-80 et T-90 au cours de la semaine précédente. En outre, le 26 mars, ils affirment que 100 soldats russes avaient été tués et emmenés à la morgue de Troitske, une ville du raion de Svatove.
Le 8 mai, les Ukrainiens affirment avoir détruit deux chars russes, un T-80 et un T-90, lors de combats dans l'oblast de Louhansk. Ils disent également avoir tué 50 soldats russes et en avoir blessé 96 autres. Les images de géolocalisation publiées le 31 mai montrent que les troupes russes ont fait une petite avancée au sud-est de Masiutivka.

### Pendant la contre-offensive ukrainienne de 2023 (juin-octobre 2023)

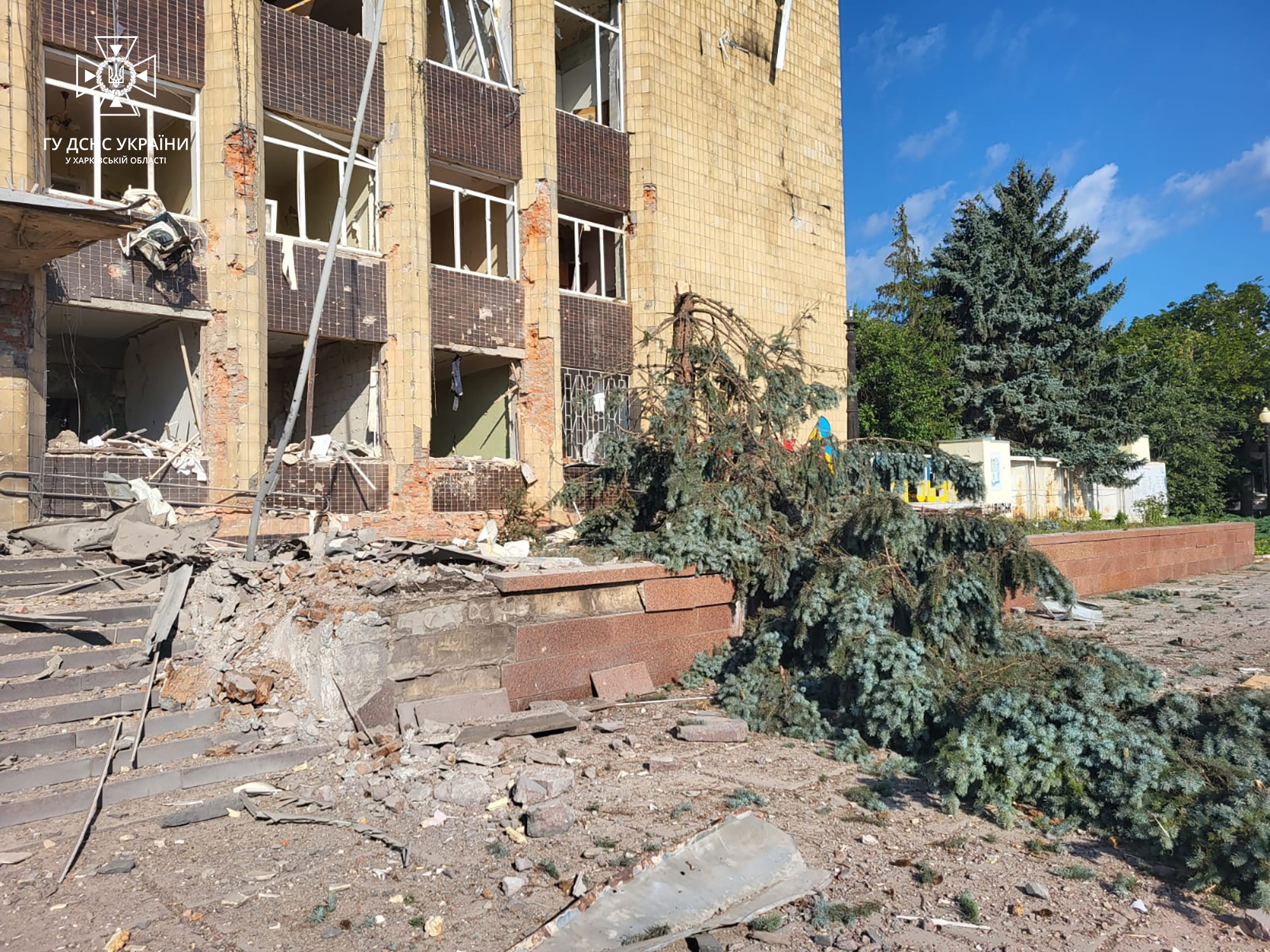
Le bâtiment du conseil municipal de Koupiansk après avoir été bombardé par les forces russes le 10 août 2023

Au lancement de la contre-offensive ukrainienne de 2023, au cours de laquelle les forces russes sont en défense sur la grande majorité de la ligne de front, la ligne Svatove-Kreminna a été l'un des seuls endroits où elles sont encore à l'offensive. Entre le 19 et le 20 juin 2023, les forces russes intensifient leurs opérations offensives sur la ligne Svatove-Kreminna, notamment en direction de Koupiansk et à l’ouest de Kreminna. Les forces russes progressent dans la région de Koupiansk le 19 juin. Les forces ukrainiennes lancent une contre-attaque le 21 juin dans le but d’affaiblir le potentiel offensif de l’effort russe, avec des résultats incertains.
Le 14 juin, une grande concentration de troupes russes de la 20e armée attend un discours du général de division Sukhrab Akhmedov derrière la ligne de front dans l'oblast de Louhansk lorsque le rassemblement a été attaqué par des frappes ukrainiennes du M142 HIMARS. Des rapports provenant de sources ukrainiennes et russes indiquent qu'une centaine de soldats russes sont morts et cent autres ont été blessés. Le 20 juin, les forces ukrainiennes repoussent les attaques russes près de Spirne. Le 22 juin, des images montrant les forces ukrainiennes repoussant les attaques des forces russes Storm-Z, du 80e régiment de chars de la Garde et d'Akhmat dans la forêt de Serebrianka sont diffusées sur les réseaux.
Le 11 juillet, des images géolocalisées indiquent que les forces russes sont entrées dans la partie orientale du village de Torske 15 kilomètres (9,32056788 mi) à l'ouest de Kreminna. Le 13 juillet, un responsable ukrainien signale que les forces russes massaient quantité de troupes et d'équipement en direction de Koupiansk et Lyman, notamment des forces aéroportées (VDV), des formations d'infanterie, des unités de réserve BARS, des éléments de défense territoriale et de petites compagnies militaires privées. Le 16 juillet, des sources russes rapportent que le général de division Ramil Ibatullin, commandant de la 90e division blindée, avait été arrêté pour avoir échoué à faire des avancées significatives sur le front de Louhansk.
Le 17 juillet, les forces russes intensifient encore leurs opérations offensives, avançant dans la zone autour de Koupiansk. L'ISW estime que les objectifs de la Russie avec l'opération sont de tirer parti de la concentration opérationnelle de l'Ukraine sur d'autres secteurs du front et d'éloigner les réserves ukrainiennes des théâtres critiques comme Bakhmout, l'ouest de l'oblast de Donetsk et l'ouest de l'oblast de Zaporijjia, où les forces ukrainiennes mènent des opérations de contre-offensive. Les forces russes déploient des unités d'assaut Storm-Z formées d'anciens membres du groupe Wagner et d'autres condamnés en direction de Koupiansk. Le 17 juillet, les forces russes effectuent un deuxième débarquement, réussi, sur la rivière Oskil, près de Masiutivka, en prenant de nouvelles positions dans le but de briser complètement la ligne de défense solide ukrainienne. Les forces russes poursuivent également leurs attaques terrestres limitées au sud-ouest et au sud de Kreminna, mais sans grand succès.
Le 18 juillet, la vice-ministre ukrainienne de la Défense, Hanna Malyar, et le commandant des forces terrestres ukrainiennes, le lieutenant-général Oleksandr Syrskyi, rapportent que les forces russes continuaient de transférer des renforts en direction de Bakhmout et concentraient leurs forces principales vers Koupiansk en raison des avancées ukrainiennes dans la région de Bakhmout. Le 5 août, la Russie affirme avoir conquis le village de Novoselivske, alors qu'elle lance de nouvelles attaques dans le nord-est pour tenter de détourner les forces ukrainiennes de la campagne dans le sud. La prise du village est confirmée par des images géolocalisées le même jour. Le 10 août, l'Ukraine ordonne l'évacuation obligatoire de 12 000 civils du district de Koupiansk, invoquant « une situation sécuritaire difficile et l'augmentation des bombardements ». La porte-parole de l'armée ukrainienne, Hanna Maliar, a qualifié la situation près de Koupiansk et de Lyman de « cauchemardesque ».
Le 7 septembre, des unités du des garde-frontières d'Ukraine entrent dans les villages de Topoli et de Stroivka, hissant les drapeaux ukrainiens sur les bâtiments administratifs des localités russes. Les villages, proches de la frontière avec la Russie, avaient été abandonnés par les forces russes depuis la contre-offensive de Kharkiv en 2022. Mais, les forces ukrainiennes n'ont pas pu libérer les communes en raison du contrôle de l'artillerie russe sur la région, les laissant dans une « zone grise » car ni l'un ni l'autre ne les contrôlait.
Le 3 octobre, le président Zelensky se rend sur le front de Koupiansk-Lyman afin de rencontrer plusieurs brigades participant à la défense de ce secteur,. Il a particulièrement félicité la 103e Brigade de défense territoriale, la 68e Brigade Jaeger et la 25e Brigade aéroportée.

### Renouvellement de l'offensive vers Koupiansk (depuis novembre 2023)
Le 27 janvier 2024, il est confirmé que les troupes russes avaient avancé à l'ouest de Synkivka.
Après avoir échoué à percer la Kotliarivka, Kharkiv Oblast (uk) / Kyslivka / Ivanivka (Petropavlovsk rural community) (uk) puis sur les axes Synkivka, la Russie change de direction offensive et réactive le secteur de Svatove. Le 18 janvier 2024, les forces russes  avancent dans la zone forestière à l'est de Tabaivka, Kharkiv Oblast (uk) et le lendemain, une source russe rapporte que les troupes russes avaient également avancé jusqu'à un demi-kilomètre à l'ouest de la voie ferrée, en direction de Krokhmalne. Le 20 janvier, Krokhmalne est reprise et, les deux jours suivants, plusieurs sources russes affirment que les troupes russes avancent au sud-ouest du village et atteignent la périphérie de Berestove (Kupiansk Raion) (uk). Un journaliste russe a en outre déclaré que les forces russes ont récemment repris des tronçons de l'autoroute P07, notamment près de Novoselivske. Il signale aussi que la ligne de front avait été nivelée le long de l'autoroute jusqu'à la périphérie sud de Kotliarivka,,.
Le 27 janvier 2024, des sources russes affirment que le village rural de Tabaivka avait été conquis (à l'exception de la périphérie sud) par des éléments de la 47e division blindée. Il se trouve dans une plaine entourée de collines à l’est de l’autoroute P07, ce qui aurait facilité une attaque. Le lendemain, ils affirment également que les forces russes se dirigeaient vers le sud-ouest en direction de Pishchane (Petropavlovsk rural community) (uk), avancent à Berestove, plus au sud, et ont, peut-être, capturé Kotliarivka, immédiatement au nord-est. Le 1er février, des images géolocalisées confirment que les Russes avaient au moins stabilisé le front le long de l'autoroute P07 et certaines sources russes affirment, en outre, que les troupes russes étaient entrées dans Ivanivka et avançaient vers le sud en direction de Kyslivka.

## Victimes et pertes
Dans des mises à jour sporadiques sur les pertes entre novembre 2022 et octobre 2023, les Ukrainiens affirment que 3 729 soldats russes avaient été tués, 2 633 blessés  et au moins 53 capturés,,,. L'Ukraine a également revendiqué la destruction de 54 chars russes T-80 et T-90,,, ainsi que 7 chars T-72,,. L'Ukraine a également affirmé avoir détruit deux mortiers Tioulpan 2S4 et saisi 3 chars T-72B3.
En novembre 2023, les combats se seraient intensifiés, les Ukrainiens affirmant que les Russes avaient perdu 11 000 hommes tués au cours du mois dernier seulement, avec en plus 1 100 pièces d’équipement détruites, dont 130 chars, 208 IFV et 260 pièces d’artillerie et mortiers. 1 826 soldats et 200 pièces d’équipement (dont 22 chars et 54 véhicules blindés) ont été perdus entre le 1er et le 6 novembre,,,. Au cours de la seule première quinzaine de décembre, ils affirment que la Russie avait perdu 8 000 soldats supplémentaires à Louhansk, ainsi que 500 pièces d'équipement, dont 67 chars, 100 véhicules blindés et 77 pièces d'artillerie. Le 27 décembre, les Ukrainiens annoncent de nouveau de lourdes pertes infligées à leur ennemi, la Russie ayant prétendument subi plus de 3 000 victimes, dont plus d'un millier de morts, au cours de la seule semaine précédente. Ils affirment également avoir détruit 361 pièces d'équipement militaire, dont 43 chars, 83 véhicules blindés de combat et 69 pièces d'artillerie.
Le 20 janvier 2024, les Ukrainiens affirment avoir tué ou blessé 7 055 à 7 500 soldats russes depuis le début de l'année (contre 14 000 pertes en décembre 2023), et avoir détruit 931 équipements, dont 120 chars, 218 véhicules blindés. et 178 systèmes d'artillerie et mortiers au cours de la même période,.
Le 9 février 2023, des responsables ukrainiens affirment avoir détruit un BMPT Terminator russe sur le front de Louhansk, publiant en ligne des photos de ce qui semble être le véhicule russe détruit. Si cela est vrai, ce serait la première perte connue d’un tel véhicule, fleuron, pendant la guerre.
Le 5 octobre 2023, la Russie mène une attaque de missiles contre des civils sur le village de Hroza, près de Koupiansk, tuant plus de 50 civils.